# 投入寺
投入寺（日语：／ Nagekomi-dera）是帮助妓女、乞丐、旅途病死者等无依无靠的人死后遗体放置和埋葬的日本寺院。门前有个四角形的方洞、半夜尸体通过方洞被扔进庙里。寺里的和尚在天亮之前收尸后当作无缘佛埋葬。
- 狭义投入寺指东京新吉原遊廓附近的净闲寺（东京都荒川区）。

- 广义的投入寺指各地宿场同样职能的寺院。

1. 西方寺（东京都丰岛区）。旧吉原遊廓的投入寺。有妓女的合葬墓「童女塚」。八代目三笑亭可乐得落语「反魂香」中也曾经提到。
2. 太宗寺（东京都新宿区）。内藤新宿的投入寺。
3. 成觉寺（东京都新宿区）。内藤新宿的投入寺。
4. 海藏寺（东京都品川区）。东海道五十三次品川宿的投入寺。
5. 宗三寺（神奈川県川崎市）。东海道五十三次川崎宿的投入寺。
6. 泉洞寺（长野县轻井泽町）。